# Cantó d'Orlhac-3
El cantó d'Orlhac-3 és un cantó francès del departament de Cantal, situat al districte d'Orlhac. Compta amb part del municipi d'Orlhac.

## Municipis
- Orlhac

## Història
| Data d'elecció                           | Identitat          | Partit          | Qualitat |
| ---------------------------------------- | ------------------ | --------------- | -------- |
| 1970-1984                                | Robert Meyronneinc | PS              |          |
| 1984-2001                                | Yvon Bec           | PS, després MDC |          |
| 2001-                                    | Charles Delamaide  | PS              |          |
| les dades anteriors no són pas conegudes |                    |                 |          |
|                                          |                    |                 |          |

## Demografia
| 1962 | 1968 | 1975 | 1982 | 1990 | 1999   | 2007  |
| ---- | ---- | ---- | ---- | ---- | ------ | ----- |
| -    | -    | -    | -    | -    | 10.360 | 9.884 |